# Ophrys sphegodes sipontensis
L'orchidea di Siponto (Ophrys sphegodes subsp. sipontensis (R.Lorenz & Gembardt) H.A.Pedersen & Faurh., 2005) è una pianta appartenente alla famiglia delle Orchidacee, endemica della Puglia.

## Descrizione

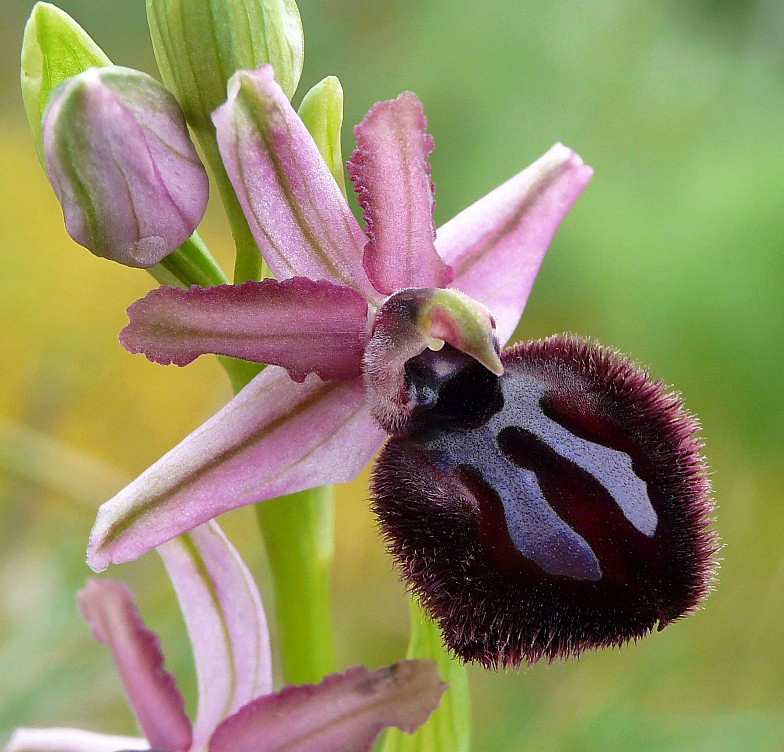

È una pianta erbacea geofita bulbosa con fusto alto 20–50 cm. 

I fiori hanno sepali biancastri o rosati e petali rosa o rosso-bruni, con venatura mediana verdastra e margini ondulati. Il labello è tondeggiante, leggermente convesso, vellutato, bruno-nerastro, con margini ricoperti da una folta peluria e macula lucida, a forma di H.
Fiorisce da marzo ad aprile.

## Biologia
Si riproduce per impollinazione entomofila. Tra i possibili impollinatori è stato segnalato l'imenottero apoideo Xylocopa iris (Xylocopinae).

## Distribuzione e habitat
È un raro endemismo puntiforme dell'area di Siponto, sul promontorio del Gargano, e delle Murge (Puglia).
Cresce in ambienti di prateria mediterranea, gariga e macchia, da 10 m fino a 700 m di altitudine.

## Tassonomia

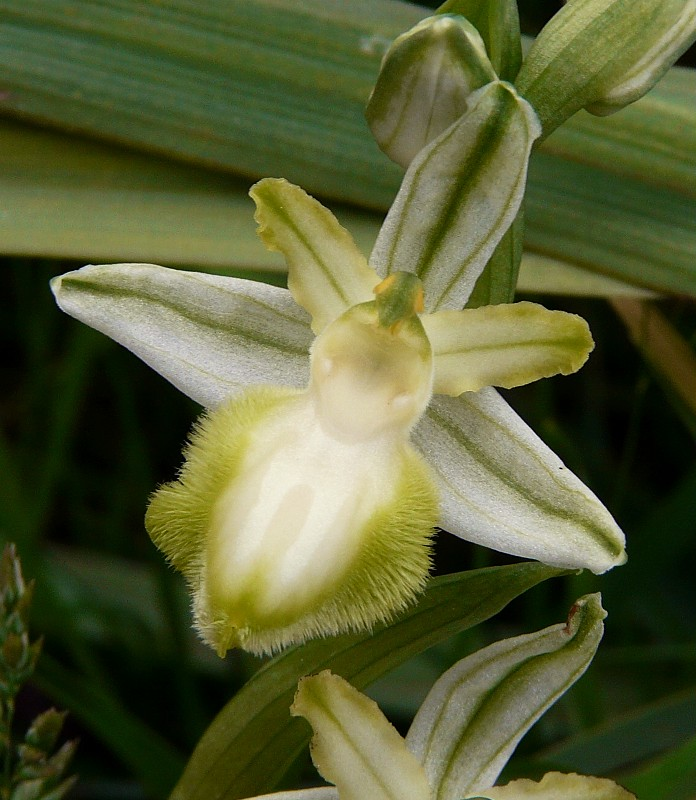
Forma apocromatica

### Variabilità
Ne è stata descritta una forma ipocromatica con labello e tepali bianco-verdastri.